# Miles Evans (Beachvolleyballspieler)
Miles Evans (* 12. November 1989 in Santa Barbara, Kalifornien) ist ein US-amerikanischer Beachvolleyballspieler.

## Karriere
Evans spielte zunächst Hallenvolleyball auf der Dos Pueblos High School im kalifornischen Goleta und auf der University of California, Santa Barbara. Seit 2011 spielt Evans Beachvolleyball auf der US-amerikanischen AVP Tour. Mit Ian Satterfield spielte er 2015 bei den Panamerikanischen Spielen in Toronto. Seine ersten Turniere auf der FIVB World Tour hatte er 2017 an der Seite von Billy Kolinske. National war Evans auch 2019 mit Ryan Doherty und 2020 mit dem brasilianischen Olympiasieger Ricardo Santos aktiv. Mit Troy Field gewann er 2021 in Nijmegen sein erstes Turnier auf der FIVB World Tour. 2022 spielte Evans national und international vorwiegend mit Andrew Benesh, mit dem er im Juli das AVP-Open in Denver gewann. An der Seite von Paul Lotman erreichte er im November beim Elite16-Turnier in Torquay den vierten Platz. Seit 2023 ist Chase Budinger der Partner des gebürtigen Kaliforniers. Bei den Challenge-Turnieren landeten Budinger/Evans in Saquarema auf Platz zwei, in Haikou auf Platz eins sowie in Chiang Mai auf Platz drei. Eine Saison später endeten die Challenger in Recife und Xiamen für die US-Amerikaner mit Niederlagen im kleinen Finale. Die beiden qualifizierte sich nach Viertelfinalteilnahmen bei den Elite16 in Brasilia und Espinho für den Wettbewerb bei den Olympischen Sommerspielen 2024. In Paris  wurden sie Gruppendritte, überstanden die Lucky Loser Runde durch einen Sieg gegen Hodges / Schubert, verloren jedoch in der ersten Hauptrunde gegen die Bronzemedaillengewinner A. Mol / Sørum und belegten so den geteilten neunten Rang.